# Pseudomeropella nekvasilovae
Pseudomeropella nekvasilovae is een fossiele soort schietmot uit de familie Protomeropidae.